# هاري بوتر ومقدسات الموت – الجزء 1 (لعبة فيديو)
هاري بوتر ومقدسات الموت الجزء الأول (بالإنجليزية: Harry Potter and the Deathly Hallows)‏ لعبة تسلل وتصويب منظور الشخص الثالث وأكشن-مغامرات، صدرت في العام 2010 وهي متوفرة على إكس بوكس 360 وبلاي ستيشن 3 ونظام ويندوز، وهي من إنتاج إلكترونيك أرتس وتطوير وارنر برذرز إنترآكتيف إنترتيمنت، وهي اللعبة السابعة من سلسلة هاري بوتر للألعاب.

## روابط خارجية
- هاري بوتر أند ذا دثلي هالوز 1 على موقع IMDb (الإنجليزية)